# Pressing On
Pressing On – piosenka skomponowana przez Boba Dylana, nagrana przez niego w lutym 1980 r., wydana na albumie Saved w czerwcu 1980 r. 

## Historia i charakter utworu
Utwór ten został nagrany w Muscle Shoals Sound Studio w Sheffield w Alabamie 13 lutego 1980 r. Była to trzecia sesja nagraniowa tego albumu. Producentem sesji byli Jerry Wexler i Barry Beckett. 
Być może dzięki prostemu tekstowi i łagodności ta piosenka jest być może najbardziej podnosząca na duchu piosenką ze wszystkich jego kompozycji z okresu gospelowego.
Partia fortepianowa zagrana przez Dylana, jest uważana za jedną z jego najlepszych. Dzięki połączeniu słów z bardzo chwytliwym refrenem piosenka była bardzo dobrze przyjmowana i pozostawiała słuchaczy w dobrym nastroju podczas koncertów Dylana w latach 1979-1980. Ciekawy opis wykonywania tej piosenki na koncercie w 1979 r. dał Paul Williams w swojej książce Bob Dylan. Performing Artist 1974-1986. The Middle Years.

## Muzycy
Sesja 3
- Bob Dylan - wokal, gitara; fortepian
- Fred Tackett - gitara
- Spooner Oldham - organy
- Tim Drummond - gitara basowa
- Jim Keltner - perkusja
- Terry Young, Clydie King, Regina Havis, Mona Lisa Young - chórki

## Dyskografia
Albumy
- Saved (1980)

## Wykonania piosenki przez innych artystów
- Chicago Mass Choir na albumie różnych wykonawców Gotta Serve Somebody: The Gospel Songs of Bob Dylan (2003)